# حي فحمان (أبين)
حي فحمان هو أحد أحياء مدينة مودية في محافظة أبين اليمنية. يبلغ تعداد سكانه 4906 نسمة حسب التعداد السكاني في اليمن لعام 2004.